# ОШ „Десанка Максимовић” Косовска Каменица
ОШ „Десанка Максимовић” је основна школа која се налази у Косовској Каменици, на адреси Цара Лазара бб. Оснивање школе датира још у 1870. годину.

## Историјат
Школа је најпре отворена на иницијативу мештана у селу Каменици и радила је у просторијама сеоске цркве Светог Николе, окупљајући децу школског узраста из Каменице, Робовца, Мочара, Босца, Стрелице, Гризима, Ајновца и околних села са подручја Криве Реке. Године 1876. привремено је затворена због српско-турских ратова. Нешто касније сазидана је још једна просторија, а 1906. године и нова школска зграда која је имала две учионице, једну канцеларију и једну собу за становање учитеља. Рад школе је поново прекинут 1915. године, са почетком бугарске окупације и обновљен је по завршетку Првог светског рата, 1. септембра 1919. године. Тада је прво одељење првог разреда бројало 39 ученика, а друго 29. Још један прекид у раду школа је доживела од 1941. до 1944. године, године 1952. постала је Осмогодишња школа „16. новембар”, а 1962. је саграђена нова школска зграда. Школске 1963/1964. године отворено је прво одељење са наставом на албанском језику, што је потрајало до 1990. када је почео бојкот школског система од стране ученика и наставника албанске националности. Школа је добила данашње име 1994. године, а од школске 1995/1996. ради у новој згради, укупне површине 2212 метара квадратних.

## Школа данас
Данас школа броји око 200 ученика. Настава се изводи на српском језику, а од страних језика се уче енглески и као други страни језик руски.